# Новости спорта (НТВ-Плюс)
«Новости спорта» — информационная телепрограмма, рассказывавшая о главных событиях в России и за её пределами. Производилась дирекцией информационного вещания НТВ и спонсировалась компанией «Газпром».

## История
Новости спорта на «НТВ-Плюс» впервые появились в эфире в 7 часов утра 1 ноября 1996 года, одновременно с началом вещания спортивного канала этой телекомпании. Самую первую передачу провёл будущий ведущий программы «Другие новости» «Первого канала» Сергей Бабаев, первый раз в жизни вышедший в эфир. Также в этой программе в те годы работали Марина Донская, Василий Соловьёв и Геннадий Клебанов (вскоре стал ведущим спортивной рубрики в новостях на РЕН ТВ).
5 июля 1999 года было получено название «Пресс-центр». Первый выпуск программы выходил на спортивном канале в 10:00, одновременно с началом вещания спортивного канала, последний — в 21:00. Допускалась трансляция выпуска программы в перерыве спортивных трансляций. С ноября 1996 по февраль 1999 года также существовал утренний выпуск в 7:00. До 2009 года выпуски новостей спортивных каналов «НТВ-Плюс» («Пресс-центр» и «Свободный удар» для спортивного и футбольного канала соответственно) вели известные комментаторы спортивного канала (см. раздел).
В 2001—2003 годах новости спорта телеканалов ТНТ, ТВ-6 и ТВС производились усилиями спортивной редакции телекомпании «НТВ-Плюс» (у ТВ-6 на тот момент не было своей спортивной редакции), ведущими были многие ведущие программы НТВ-Плюс Спорт «Пресс-центр» — Михаил Решетов, Сергей Наумов, Юлия Бордовских, Денис Панкратов, Иоланда Чен, Александр Кузмак и другие. В 2003—2007 годах сотрудники службы информации «НТВ-Плюс» по инициативе Ирены Лесневской по контракту принимали участие в подготовке выпусков спортивных новостей на РЕН ТВ. Несмотря на это и в первом, и во втором случае программа выходила из студии, где и обычные новости.
Весной 2009 года руководством компании было принято решение обновить формат выпусков новостей: к тому моменту они начали существенно уступать аналогичным на телеканале «Спорт», впоследствии ставшем «Россией-2». В частности, в те годы выпуски новостей в течение дня были практически идентичными и немногим отличались друг от друга в плане подачи и обновления информации. Если же ведущий или комментатор по каким-либо причинам не смог оказаться в студии спортивного канала к началу выпуска новостей, то в эфир выходил заранее смонтированный выпуск, состоявший преимущественно из видеосюжетов. С 11 мая 2009 года программа стала выходить в эфир как «Новости» (на спортивном и на футбольном канале), название «Свободный удар» до 2011 года сохранялось в вечерних выпусках с несколько изменённым форматом.
В период олимпийских игр 2014 программа выходила на телеканале «Спорт Плюс» ежечасно (c 10:00 и до глубокой ночи) в рамках олимпийского сквозного вещания из Сочи.
18 октября 2015 года на спортивных каналах производства «НТВ-Плюс» состоялся последний выпуск «Новостей спорта», после которого с октября 2015 по январь 2016 года выпуски новостей на платных каналах телекомпании уже не выходили.

## Ведущие
В последний момент программу представляли:
- Екатерина Кузнеченкова
- Юрий Кудряев
- Леонид Народицкий
- Оксана Шарачева
- Софья Авакова
- Максим Батейкин
- Илья Юдин
- Дмитрий Шнякин

### Бывшие ведущие
Ранее передачу также вели следующие известные спортивные комментаторы и журналисты:
- Василий Агапов («Новости»)
- Алексей Андронов («Свободный удар»)
- Сергей Бабаев (первоначальные «Новости спорта», «Пресс-центр»)[13]
- Владислав Батурин («Свободный удар»)
- Юлия Бордовских («Пресс-центр»)
- Дмитрий Гараненко («Пресс-центр»)
- Кирилл Дементьев («Свободный удар»)
- Марина Донская («Новости спорта», «Пресс-центр»)
- Павел Занозин («Новости»)
- Денис Казанский («Свободный удар»)[14]
- Кирилл Кикнадзе («Пресс-центр»)[15]
- Геннадий Клебанов (первоначальные «Новости спорта», «Пресс-центр»)
- Денис Косинов («Пресс-центр», «Новости»)[16]
- Александр Кузмак («Пресс-центр»)
- Андрей Кузмак («Новости»)
- Михаил Мельников («Свободный удар»)
- Алексей Михайлов («Пресс-центр», «Новости»)
- Виктор Набутов («Пресс-центр»)[17]
- Сергей Наумов (первоначальные «Новости спорта», «Пресс-центр»)
- Наталья Пакуева («Пресс-центр», «Спринт-Тайм»)[18]
- Денис Панкратов («Пресс-центр»)
- Василий Парняков («Пресс-центр»)
- Виктор Прядко («Пресс-центр»)[19]
- Михаил Решетов («Пресс-центр»)
- Василий Соловьёв (первоначальные «Новости спорта», «Пресс-центр»)
- Анна Ткачёва («Пресс-центр»)[17]
- Василий Уткин («Свободный удар»)
- Георгий Черданцев («Свободный удар»)[20]
- Евгения Хохолькова («Пресс-центр»)
- Игорь Швецов («Пресс-центр»)
- Илья Шелогуров («Новости»)
- Александр Шмурнов («Свободный удар»)

## Время выхода в эфир

### Спорт Плюс
Новости в прямом эфире (продолжительностью от 20 до 35 минут) с ведущим шли как правило, в 12:00, 21:00 и 23:30. Остальные выпуски (продолжительностью от 10 до 15 минут) шли без ведущих.

### Спорт
Все выпуски новостей шли (с 7 ноября 2011 года) без студии и ведущих. С 1999 по 2009 год программа носила название «Пресс-центр», а финальный обзор новостей за сутки — «Спринт-Тайм» (в печатных телепрограммах — «Новости»). Во время проведения Олимпийских игр носила название «Олимпийский пресс-центр».
Во время вещания спортивного канала на ТВ-6 с января по май 2002 года выпуски «Пресс-центра» готовились специально для спортивного канала, о чём ведущие заявляли прямо в эфире. Первый эфир (22 января 2002 года в 7:00 МСК) по инициативе руководителя спортивной редакции Алексея Буркова провёл комментатор Василий Соловьёв. Сами эфиры передачи на 6 ТВК шли с шагом в два-три часа.

### Онлайн
Все выпуски новостей шли без студии и ведущих. Кроме того, до 7 ноября 2011 года выходили 45-минутные блоки спортивной информации: «Спортивное утро», «Спортивный день» и «Спортивный вечер»

### Спорт Союз
Выходили только новости с ведущим. Они выходили так же, как на телеканале «Спорт Плюс».

### Футбол 1
Все выпуски новостей шли (с 7 ноября 2011 года) без студии и ведущих. В течение дня выходили 3-4 выпуска. С 1999 по 2009 год программа носила название «Свободный удар». Вечерние выпуски носили это название до 7 ноября 2011 года, но формат программы стал несколько иным. Рассказывались только футбольные новости.

### Футбол 2
На этом телеканале футбольные новости шли с 7 ноября 2011 года.

### Теннис
Новости шли без студии и ведущих. Рассказывались только теннисные новости.

## Место съёмок
Почти весь период своего существования программа выходила из 21-й студии телеканала «НТВ-Плюс Спорт», в которой неоднократно менялись декорации:
- Первоначально в 1996—1997 годах программа снималась в студии программ «Сегодня» и «Итоги» на НТВ. Из этой же студии выходили также программы «Футбольный клуб» и «Большой ринг» на НТВ, а также все остальные студийные форматы спортивного канала тех лет.
- В 1997—2002 годах использовалась сине-зелёная студия. Фон сзади — различные спортивные фотографии. С 1997 по 1999 год в левом углу у зелёного столбца была размещена копия логотипа «НТВ-Плюс», а с 1999 по 2002 год поверх фотографий вверху синими буквами было написано слово «СПОРТ»[3]. Новости футбола «Свободный удар» выходили из чёрного угла той же студии, в котором были установлены серые решётчатые конструкции (импровизированная реконструкция футбольных ворот) и футбольный мяч на постаменте. В студии была включена зелёная подсветка. Оттуда же выходили программа «Европейская футбольная неделя» и другие студийные телепрограммы на «НТВ-Плюс Футбол» в период 1999—2002 годов. Похожие декорации с решётками и футбольной тактической доской, размещённые в той же студии, были также в передаче «Футбольный клуб» с 1997 по 1999 год. На начальном периоде использования следующих декораций (в 2002 году) старые некоторый период продолжали использоваться для некоторых программ[27] и телемостов с комментаторами.
- В 2002—2005 годах в качестве студийных декораций использовалась установка с одним большим телевизором в качестве плазменной панели и четырьмя встроенными маленькими телевизорами ниже. На экранах отображается заставка программы. Правее от экрана стоял круглый стол. Студийный фон — белый на время Зимних олимпийских игр 2002 года — синий, с символикой игр. С этого момента студия была общей и для спортивного, и для футбольного канала.
- В 2005—2011 годах использовалась студия сине-зелёного, затем светло-голубого цвета со столом, на котором лежали листы бумаги и стоял телефон. Также по периметру студии можно было обнаружить установки с плазменными экранами.
- С ноября 2011 по 29 мая 2014 года студия представляет собой хромакей. Справа от ведущего находится экран (виртуальный), который имеет несколько вариантов, 1) анонс выпуска в начале каждой программы, 2) с картинкой, 3) с видео и фактами и цитатами по теме, 4) с видео для прямого общения с другими.
- С 30 мая 2014 по 18 октября 2015 года использовались студийные декорации как в Сочи.